# Nona (musik)
Nona är ett musikaliskt intervall på åtta diatoniska steg, samt beteckning för den nionde tonen i en diatonisk skala. Ordet kommer av latinets nonus, ’nionde’.